# Metalurgija
Metalurgija predstavlja znanost, odnosno granu inženjeringa koja se bavi proizvodnjom metalnih legura. Obuhvaća i rafinaciju, proizvodnju legura, oblikovanje, oplemenivanje, kao i proučavanje strukture, sastava i svojstava metala. Po vrsti metala koji se proizvode dijeli se na crnu (dobivanje željeza i čelika) i metalurgiju obojenih metala (dobivanje svih ostalih metala). Razlikujemo ekstraktivnu i prerađivačku metalurgiju.
Iako u Zemljinoj kori postoji obilna količina metala, velika većina njih se ne nalazi u obliku pogodnom za ljudsku upotrebu. Oni se, naime, nalaze kombinirani s atomima nemetala u različitim spojevima kao što su sulfidi, oksidi, karbonati itd. Prvi korak u dobivanju metala u upotrebljivom obliku je oslobađanje metala iz njegovih spojeva. Tim područjem bavi se ekstraktivna metalurgija. Čak i nakon taljenja, rafinacije i legiranja, metal je samo djelomično pogodan za konačnu upotrebu. 
Metali, koje svakodnevno koristimo, kao npr. grlo žarulje, oprugu, svrdlo itd. imaju poseban oblik. Tim područjem – oblikovanjem metala – bavi se mehanička metalurgija. Pritom, za njihovo oblikovanje ona koristi brojne postupke kao što su valjanje, prešanje, kovanje, izvlačenje itd. Ponekad ogromni strojevi, teški i više tona, daju metalnim predmetima, kao npr. željezničkim tračnicama, cijevima i limovima konačan oblik.
Fizička metalurgija se bavi kontrolom procesa uz pomoć različitih metoda i testova. Ona istražuje važne teorijske i praktične principe ponašanja metala kod različitih uvjeta upotrebom metoda fizike, kemije, termodinamike itd. Time se ujedno postižu i optimalni proizvodni parametri za željenu kvalitetu i oblik. Fizička metalurgija ispituje također unutarnju strukturu čvrstih metala, koja umnogome određuje mehanička i druga svojstva, te otvara mogućnost njihovog predviđanja i planiranja. Istražuje i objašnjava ravnotežne i neravnotežne dijagrame stanja metala, te principe legiranja koji uz teorijsko značenje nalaze i direktnu primjenu u praksi.

## Povijest
Povijest ljudskog roda najuže je povezana s razvojem materijala. Upravo su različiti materijali, koji su pretežno bili upotrebljavani u pojedinim epohama, obilježili čitave civilizacije. Po njima su i velika povijesna razdoblja dobila svoje ime: kameno doba, bakreno doba, brončano doba, željezno doba. S vremenom su se materijali za izradu alata i oružja, a potom i raznovrsnih naprava, te konačno i strojeva, sve više usavršavali. Ljudi su naučili mijenjati njihova svojstva prilagođavajući ih sve složenijim zahtjevima, ali i obrnuto: poboljšanje, a ponekad i skokovita promjena, svojstava materijala omogućavali su realizaciju sasvim novih tehničkih rješenja i proizvoda. Među raznovrsnim svojstvima materijala naročito mjesto zauzimaju mehfanička svojstva. Ona uvjetuju čvrstoću, krutost, integritet, a uvelike i trajnost izradaka koji su od njih izrađeni.
Sve donedavna znanje o materijalima – njihovoj proizvodnji, obradi, svojstvima, ali i primjeni – sticalo se uglavnom iskustveno. Često se radilo i o svojevrsnoj alkemiji, a slučaj je igrao važnu ulogu u otkrivanju novih materijala i njihovom unapređenju. Tek od 19. stoljeća nadalje, sustavna istraživanja na području fizike i kemije, dovela su do utemeljenja interdisciplinarne znanosti o materijalima, koja se tom problematikom bavi na znanstvenoj osnovi.

### Bakreno doba
Čovjek je nedvojbeno počeo upotrebljavati samorodne metale bakar, srebro i zlato, te meteorsko (telurno) “željezo” najkasnije oko 5500. pr. Kr. U to vrijeme Egipćani su izrađivali i upotrebljavali ukrasne bakrene kuglice, a njihovi vladari kupali su se u vodi, koja se dovodila bakrenim cijevima iz rijeke Nila do privatnih bazena. Radi usporedbe treba napomenuti, da je čovjek počeo obrađivati polja oko 6000. pr. Kr., u području gorja Elbrus i Perzijskog zaljeva, a u srednjoj Europi negdje oko 4000. pr. Kr.
Zlato je sigurno prvi samorodni metal koji se upotrebljavao zbog svoje ljepote i postojanosti. Grumenčići zlata sakupljeni na obalama rijeka, prerađivali su se i oblikovali najčešće u ukrasne predmete. Već vrlo rano, oko 5000. pr. Kr., znalo se da bakar kovanjem očvršćava, a zagrijavanjem omekšava. Za razliku od bakra, zlato kovanjem slabo očvršćava, pa je bilo nepodesno za izradu alata. Nije stoga začuđujuće, da su u starom Egiptu neko vrijeme bakar i srebro bili skuplji od zlata. Srebro se također upotrebljavalo za izradu nakita, ali u mnogo manjim količinama od zlata. Smatra se, da su kovači zlata bili prvi “metalurzi”, kao što pokazuju najstariji arheološki nalazi iz Egipta, Iraka i s otoka Krete, a da se najraniji začeci metalurgije mogu naći na području slivova triju rijeka: Nila, Tigrisa i Inda.
Prvo dobivanje metala iz ruda vezano je najvjerojatnije uz dobivanje bakra. Naime, jedan od njegovih prekrasnih minerala, zelenkasti malahit, mogao se reducirati u bakar na temperaturi od oko 700 - 800 ºC, koja se postizala u primitivnim lončastim pećima. Temperatura logorske vatre od oko 600 - 650 ºC za tu svrhu nije bila dovoljna. Ova pretpostavka je potvrđena s odgovarajućim nalazima na području gorja Elbrus u Armeniji, datiranim negdje oko 4300. pr. Kr. Oko 4000. pr. Kr. bakar se dobivao iz svojih ruda u cijeloj zapadnoj Aziji, a već oko 3800. pr. Kr. i u cijelom “starom svijetu”. Srednja Europa ulazi u bakreno doba negdje oko 2200. pr. Kr, dok je područje Engleske direktno iz kamenog doba ušlo u brončano doba, preskočivši bakreno doba.
Interesantno je spomenuti, kako neki autori smatraju, da je u “starom svijetu”, u razdoblju od 2800. do 1300. pr. Kr., bilo proizvedeno ukupno oko 10 000 tona bakra, što znači, uzimajući prosjek, oko 6,5 tona na godinu.

### Brončano doba
Vrlo rano, najvjerojatnije slučajno, nastala su i prva legiranja metala. Rude metala rijetko se pojavljuju čiste, jer su uglavnom već pomiješane s rudama drugih metala, te prilikom njihove redukcije ne nastaje čisti metal nego legura. To se prvenstveno odnosi na bakar i kositar, čija legura se naziva bronca. Bronca se upotrebljavala vrlo rano, jer je imala bolja mehanička svojstva od samog bakra.
Olovo se dobivalo iz rude, vjerojatno olovnog sjajnika ili galenita (PbS), već oko 3500. pr. Kr. Postupak dobivanja olova putem tzv. “koštanog pepela”, poznat je već 2500. pr. Kr. Olovo se moglo lako dobiti iz galenita, oksidacijskim prženjem, te redukcijom oksida uz dovoljnu količinu ugljena, već na temperaturi od oko 600 ºC.
Srebro se dobivalo uglavnom kao ostatak kod dobivanja olova, a rijetko iz inače relativno čestog minerala AgCl (cerargirita). Za dobivanje zlata iz ruda i načine njegovog lijevanja znalo se oko 3000. pr. Kr., dok se prvi postupak obogaćivanja rude primjenjivao u Egiptu oko 2000. pr. Kr. Amalgamski postupak dobivanja zlata uz upotrebu žive bio je poznat oko 500. pr. Kr.

### Željezno doba
Meteorsko (telurno) željezo upotrebljavalo se već vrlo rano. Faraon Tutankamon, koji je živio oko 2800. pr. Kr,. poznavao je željezo. U grobu jednog kasnijeg faraona (oko 1350. pr. Kr.) pronađen je željezni naslonjač za glavu. Željezo se počelo dobivati iz ruda, najvjerojatnije hematita (Fe2O3), oko 1500. pr. Kr. najprije u Anatoliji, današnjoj Maloj Aziji, kao spužvasto željezo. U to vrijeme, zbog nedovoljne temperature primitivnih peći, nije bilo moguće dobivanje lijevanog željeza, već je nastajalo spužvasto željezo, koje se kovanjem pretvaralo u upotrebljiv metal. Nalazišta u Uru (Irak), te u Egiptu svjedoče o ranom dobivanju željeza iz ruda. Željezo je u to vrijeme bilo nevjerojatno važan strateški materijal. Smatra se, da je pleme Hetita iz Male Azije postiglo svoju veliku vojnu moć upravo zbog rane proizvodnje željeznog oružja. U to je vrijeme cijena željeza bila veća od cijene zlata, a način njegovog dobivanja čuvao se kao najstroža tajna.

## Ekstraktivna metalurgija
Prvi korak u dobivanju metala u upotrebljivom obliku je oslobađanje metala iz njegovih spojeva. Tim područjem bavi se ekstraktivna metalurgija. Ali čak i nakon taljenja, rafinacije i legiranja, metal je samo djelomično podesan za konačnu upotrebu. Otprilike 75% kemijskih elemanata na Zemlji su metali. Prema raširenosti metala u Zemljinoj kori na prvom mjestu je aluminij (8,23%), dok na primjer olovo, koji je vrlo važan metal, u Zemljinoj kori ga ima oko 6500 puta manje od aluminija. 
Rude (mineralne sirovine) su glavna sirovina za dobivanje metala. Korisni sadržaj metala u rudi vrlo je različit, a najmanji, ekonomski iskoristljiv sadržaj zavisan je od razvoja tehnologije dobivanja i različit je za razne metale. Tako na primjer, željezne rude sadrže 50% do 60% željeza, dok se molibden (ima ga samo oko 0,01% u bakrenoj rudi) dobiva se kao sporedni proizvod u metalurgiji bakra. Bakrena ruda sadrži samo oko 0,000005% renija, a ipak se njegova proizvodnja ekonomski isplati. 
Procesna metalurgija obuhvaća izdvajanje metala, pročišćavanje, legiranje, lijevanje, oblikovanje, toplinsku obradu i spajanje metala, da bi se dobio poluproizvod ili gotov proizvod.

### Legura
Legura ili slitina je homogena smjesa metala ili nemetala u metalu i pripravljaju se zbog postizanja određenih svojstava. Tako legure mogu imati veću tvrdoću, otpornost na koroziju ili bolja neka druga svojstva od metala od kojih su sastavljene.

### Toplinska obrada
Toplinska obrada je postupak djelovanja temperature na materijal u svrhu mijenjanja njegove mikrostrukture i time mijenjanja njegovih svojstava. Toplinski se obrađuju najčešće čelici, ali nerijetko i drugi metali, te keramike (staklo). Najčešći razlozi za toplinsku obradu čelika su očvršćivanje (povećanje mehaničkih svojstava, posebno vlačne čvrstoće), povećanje žilavosti, povećanje duktilnosti i mogućnosti preoblikovanja, smanjenje unutrašnjih naprezanja, priprema za obradu rezanjem.
Toplinska se obrada obavlja:
- prije oblikovanja komada plastičnom deformacijom i odvajanjem strugotine, da bi metal omekšao,
- poslije oblikovanja komada, da bi se uklonila zaostala naprezanja,
- završno, za postizanje konačne čvrstoće i tvrdoće proizvoda.

### Spajanje metala
Spoj u strojarstvu može biti rastavljivi spoj ili nerastavljivi spoj. Rastavljivi spoj je takav spoj koji se može rastaviti bez razaranja ili oštećenja, a zatim ponovo sastaviti. Nerastavljiv spoj je takav spoj gdje se sastavljeni dijelovi ne mogu rastaviti bez razaranja ili oštećenja.

## Mehanička metalurgija
Mehanička metalurgija se bavi oblikovanjem metala i pritom za njihovo oblikovanje koristi brojne postupke kao što su valjanje, prešanje, kovanje, izvlačenje itd. Ponekad ogromni strojevi, teški i više tona, daju metalnim predmetima, kao npr. željezničkim tračnicama, cijevima i limovima konačan oblik.

### Kovanje
Kovanje je obrada materijala bez odvajanja čestica, kod koje se promjena oblika i dimenzija vrši udarcima čekića ili bata po otkivku, koji je položen na nakovanj. Obrada je češće u toplom stanju, ali može biti i u hladnom stanju. Prema načinu na koji se obavlja preoblikovanje postoji ručno kovanje i strojno kovanje. 
Ručno kovanje je postupak preoblikovanja materijala udarcima kovačkog čekića po otkivku. Otkivak se zagrije u kovačkoj vatri do bijelog sjaja. Kovačkim klještima se vadi iz vatre i polaže na nakovanj. Otkivak polako mijenja oblik i dimenzije pod udarcima čekića. Točnost dimenzija, oblika, kvaliteta proizvoda i količina ovise isključivo o preciznosti i iskustvu kovača.
Strojno kovanje je moderniji način kovanja, koji omogućava kovanje od najmanjih otkivaka do izuzetno velikih (do 580 tona). Dimenzije otkivka ovise samo o veličini stroja. Postupak može biti u toplom i hladnom stanju. Za kovanje u toplom stanju, u postupku proizvodnje potrebne su i kovačke peći.
Ručno ili strojno kovanje može biti:
- slobodno kovanje ili
- kovanje u ukovnjima (kalupima).

### Metalurgija praha
Metalurgija praha ili praškasta metalurgija (eng. Powder Metallurgy - PM) je tehnologija proizvodnje mehaničkih konstrukcijskih i drugih dijelova od metalnih prahova. Pri tome se odvijaju dva procesa: 
- kompaktiranje – zbijanje metalnog praha u željeni oblik i
- sinteriranje – povezivanje čestica praha u čvrstu masu.

Mehanička su svojstva proizvoda uglavnom jednaka, a nekim slučajevima i bolja od proizvoda istog kemijskog sastava koji su izrađeni rezanjem strugotine, valjanjem ili kovanjem. Osnovna su svojstva proizvoda praškaste metalurgije da se postiže mala površinska hrapavost (< 63 μm), velika točnost dimenzija (< 0,125 mm) i proizvodnost je velika. Prema tome, postupci praškaste metalurgije konkuriraju tradicionalnim strojarskim postupcima: skidanju strugotine, preciznom lijevanju, tlačnom lijevanju, kovanju u ukovnjima.

## Fizikalna metalurgija
Fizikalna metalurgija obuhvaća kristalografiju, mehanička ispitivanja, određivanje fizikalnih svojstava, metalografiju i mnoge druge znanstvene oblasti, koje primjenjujemo pri ispitivanju metala, odnosno proizvoda iz metala.

### Metalografija
Metalografija se bavi istraživanjem strukture metala i legura pomoću svjetlosnog (metalografskog) i elektronskog mikroskopa. Makrostruktura je vidljiva golim okom ili uz malo povećanje. Mikrostruktura zahtijeva pomoć mikroskopa, a povećanje treba biti barem 25 puta. Metalografska analiza može dati podatke o sastavu materijala, prethodnoj obradi i svojstvima, posebno:
- veličinu kristalnog zrna
- prisutne faze
- kemijsku homogenost
- raspodjelu faza
- deformacije strukture nastale nakon plastične deformacije materijala
- debljinu i strukturu površinskih prevlaka
- određivanje pukotine i načina loma

## Vanjske poveznice
- Metalurgija Hrvatska tehnička enciklopedija, portal hrvatske tehničke baštine. LZMK